# Cruz triunfal

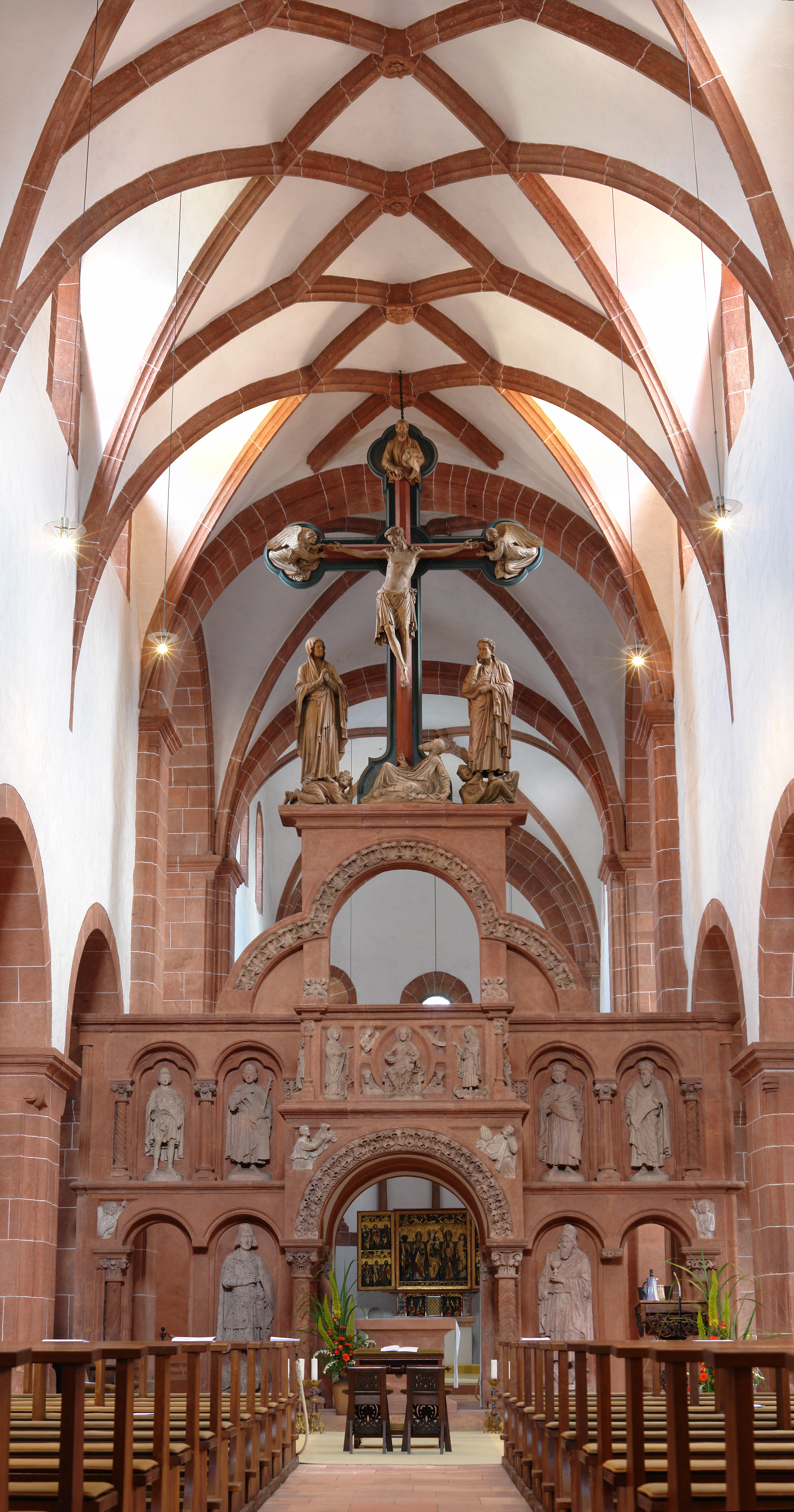
Iglesia abacial de Wechselburg.

Cruz triunfal (Crux triumphalis en latín, Triumphkreuz en las zonas de lengua alemana y Rood en las de lengua inglesa) es la denominación del crucifijo monumental que preside el interior de algunas iglesia medievales del norte de Europa; y que se colocaba colgando del techo entre la nave mayor y el coro, bajo un arco triunfal. También podía colocarse asentado o apoyado en un travesaño que atravesara la nave. Si el coro estaba separado del resto de la iglesia por un coro alto (rood screen) es allí donde se situaba la cruz triunfal, o más raramente frente a él. Bajo la cruz triunfal se suele disponer el altar de la Santa Cruz. El uso del término "triunfo" y la semejanza formal con los arcos de triunfo, vincula el el concepto cristológico de la Resurrección con el triunfo romano de modo trascendental: un triunfo sobre la muerte y el pecado que no solo consigue para sí el Cristo triunfante (Christus triumphans), sino que con su sacrificio redentor trae para todos.

## Cambios en la imagen de Cristo
En el arte románico el Cristo crucificado se representa como gobernante (Pantocrátor) y juez severo, victorioso sobre la muerte. En vez de corona de espinas porta una corona imperial o un nimbo se le viste con su túnica (muy estilizada, con el drapeado rígido, en pliegues verticales); e, incluso en el caso de estar solo cubierto con el perizonium, se le pone calzado propio de un gobernante. La posición de los pies es la de la tipología denominada (Four nail type —"tipo de cuatro clavos"—), con los pies uno al lado del otro, sobre un soporte fijado a la cruz.
En la transición al estilo gótico, el Cristo triunfante se convierte en Cristo sufriente, el Vir Dolorum ("varón de dolores"). Lleva corona de espinas, aparece despojado de sus vestiduras, muestra las cinco llagas de forma dramática, y sus pies se ponen uno sobre otro, perforados por un solo clavo. Su expresión facial y postura corporal expresa dolor, como también hacen las figuras que le flanquean (la Virgen y San Juan —Stabat Mater—).

## Figuras acompañantes
Las cruces triunfales pueden acompañarse de más figuras, a veces formando grupos, a ambos lados, o en el soporte inferior. Además de María y Juan, "el discípulo amado", también se solían representar a otros discípulos, ángeles y la figura orante del comitente o comitentes.
- Iglesia de Öja[6] (Gotland), donde la cruz se apoya en un travesaño bajo el arco triunfal y está flanqueada por María y Juan.
- Abadía de Wechselburg[7] (Sajonia), que se yergue desde una posición elevada del coro alto, y está flanqueada por María y Juan.
- Catedral de Schwerin[8] flanqueada por María y Juan; y se incluyen los símbolos de los evangelistas (tetramorfos).
- Iglesia de Santa María de Osnabrück[9] donde solo quedan los pedestales vacíos de las figuras acompañantes.
- Catedral de Halberstadt,[10] flanqueada por dos ángeles.
- Catedral de Lübeck, que incluye la figura de un obispo, quizá el comitente.

## Ejemplos

### Alemania

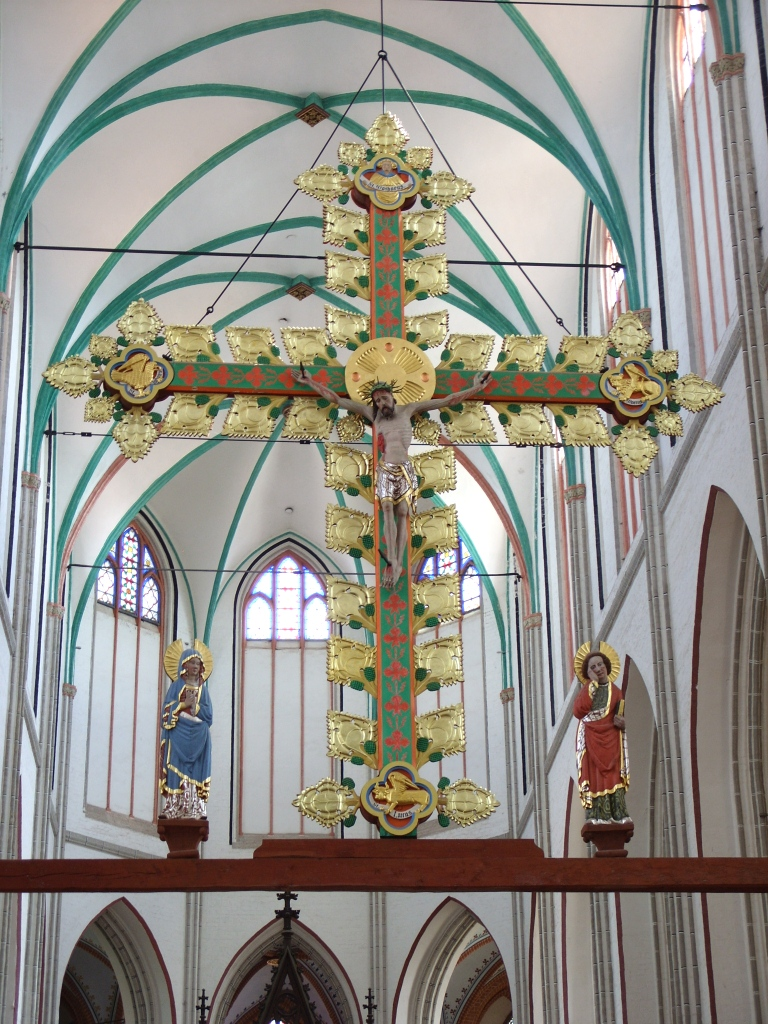
Catedral de Schwerin.

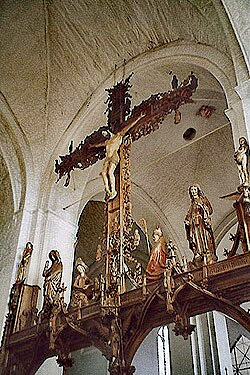
Cruz triunfal de Notke en la catedral de Lübeck.

- Cruz de Gero en la catedral de Colonia.
- Cruz otoniana en la iglesia de los Santos Pedro y Alejandro de Aschaffenburg.
- Cruz Helmstedt en la cámara del tesoro de la abadía de Werden.
- Cruz triunfal de la catedral de Lübeck, del taller de Bernt Notke, 1477, de 17 m de altura.
- Iglesia de Santa Catalina de Lübeck, ca. 1450.
- Catedral de Halberstadt.
- Basílica de la abadía de Wechselburg.
- Catedral de Naumburg.
- Catedral de Doberan.
- Catedral de Schwerin (proveniente de la iglesia de Santa María de Wismar).
- Iglesia de Santa María de Osnabrück.
- Catedral de San Pedro de Osnabrück.
- Iglesia de San Nicolás de Alfeld, ca. 1250.
- Catedral de Havelberg,[11] ca. 1270-1280.
- La Scheibenkreuz de St. Maria zur Höhe en Soest.
- Iglesia de San Gabriel de Haseldorf.
- Iglesia de San Vicente de Dinslaken,[12] ca. 1310.

Ejemplos en Alemania
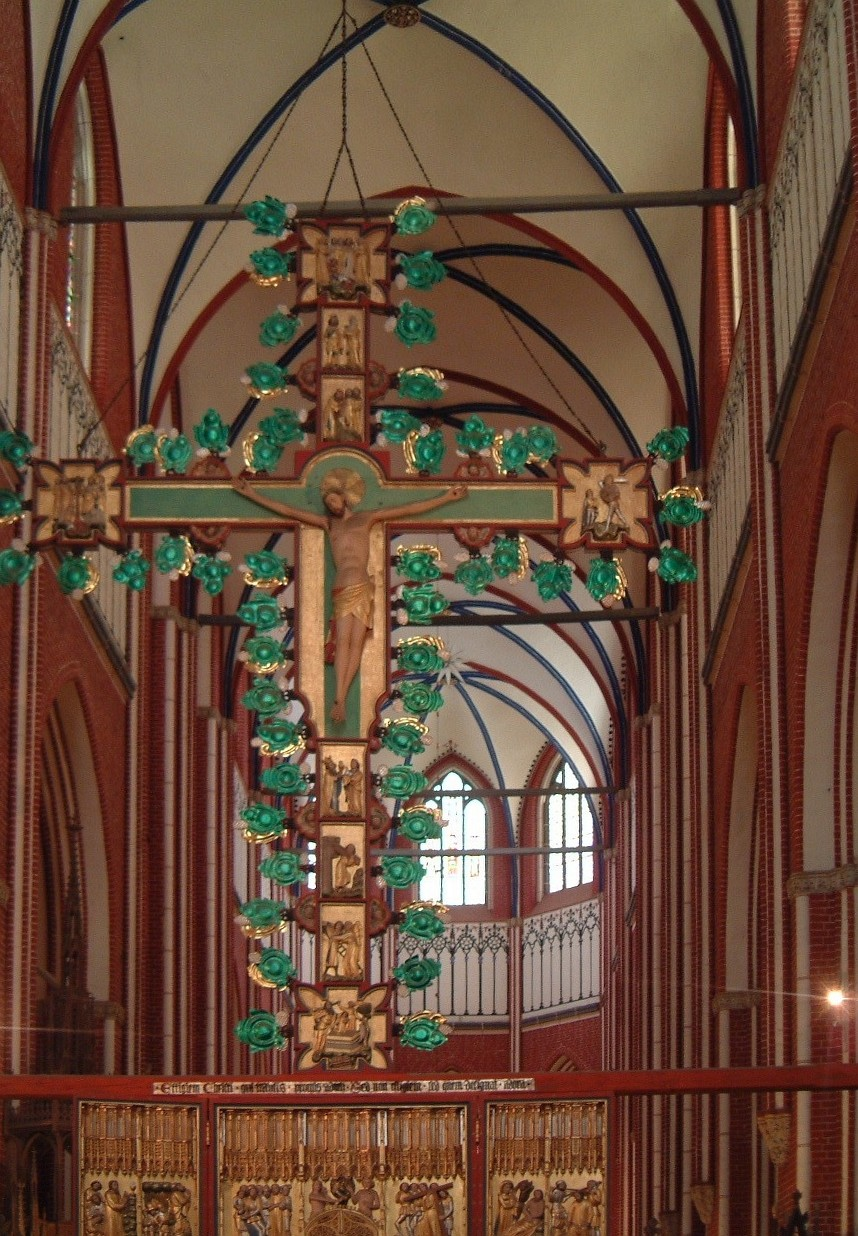
Lado del Cristo de la cruz triunfal de catedral de Doberan.
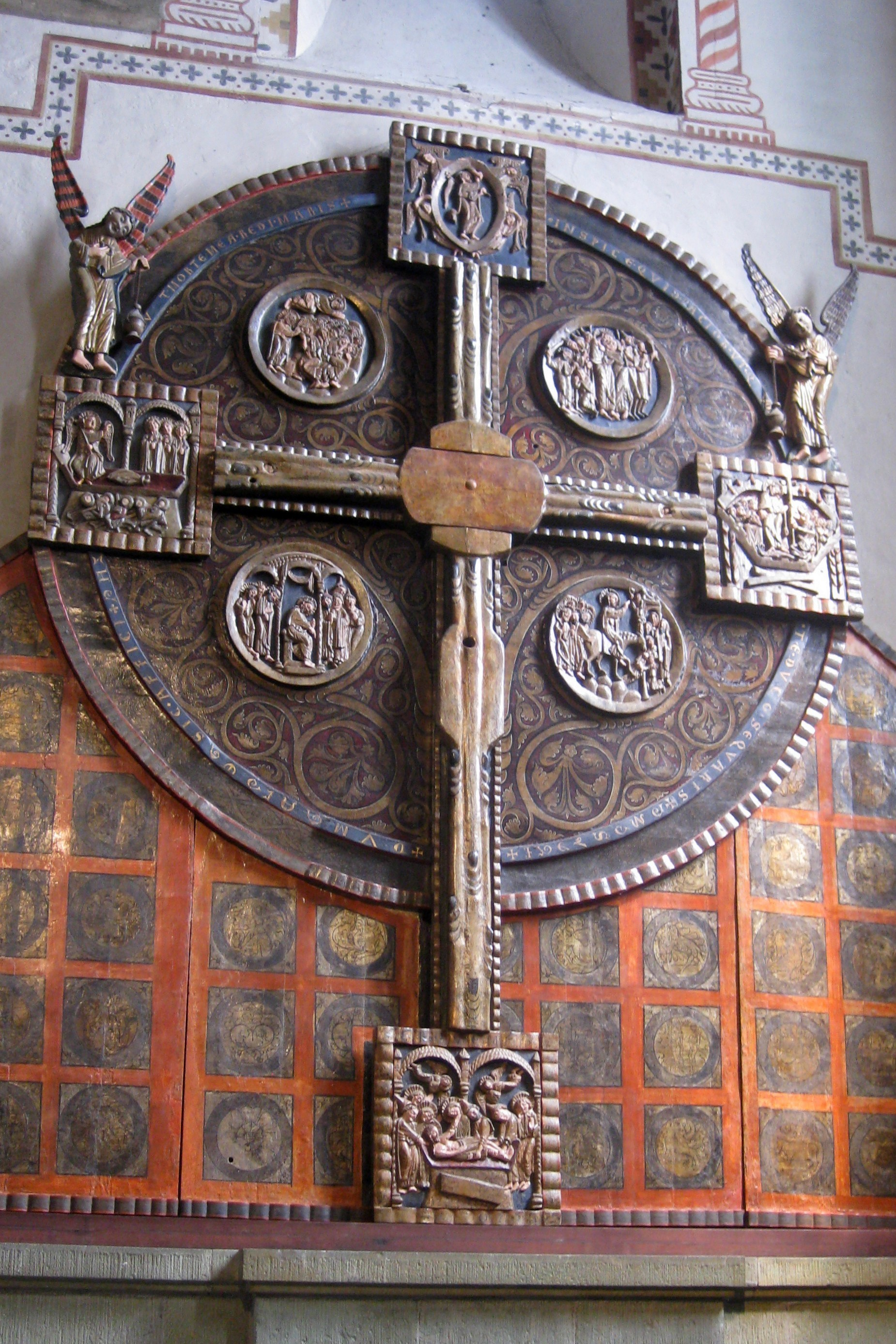
La Scheibenkreuz ("plate cross") de la Hohnekirche ("iglesia de Santa María") de Soest, ca. 1200.
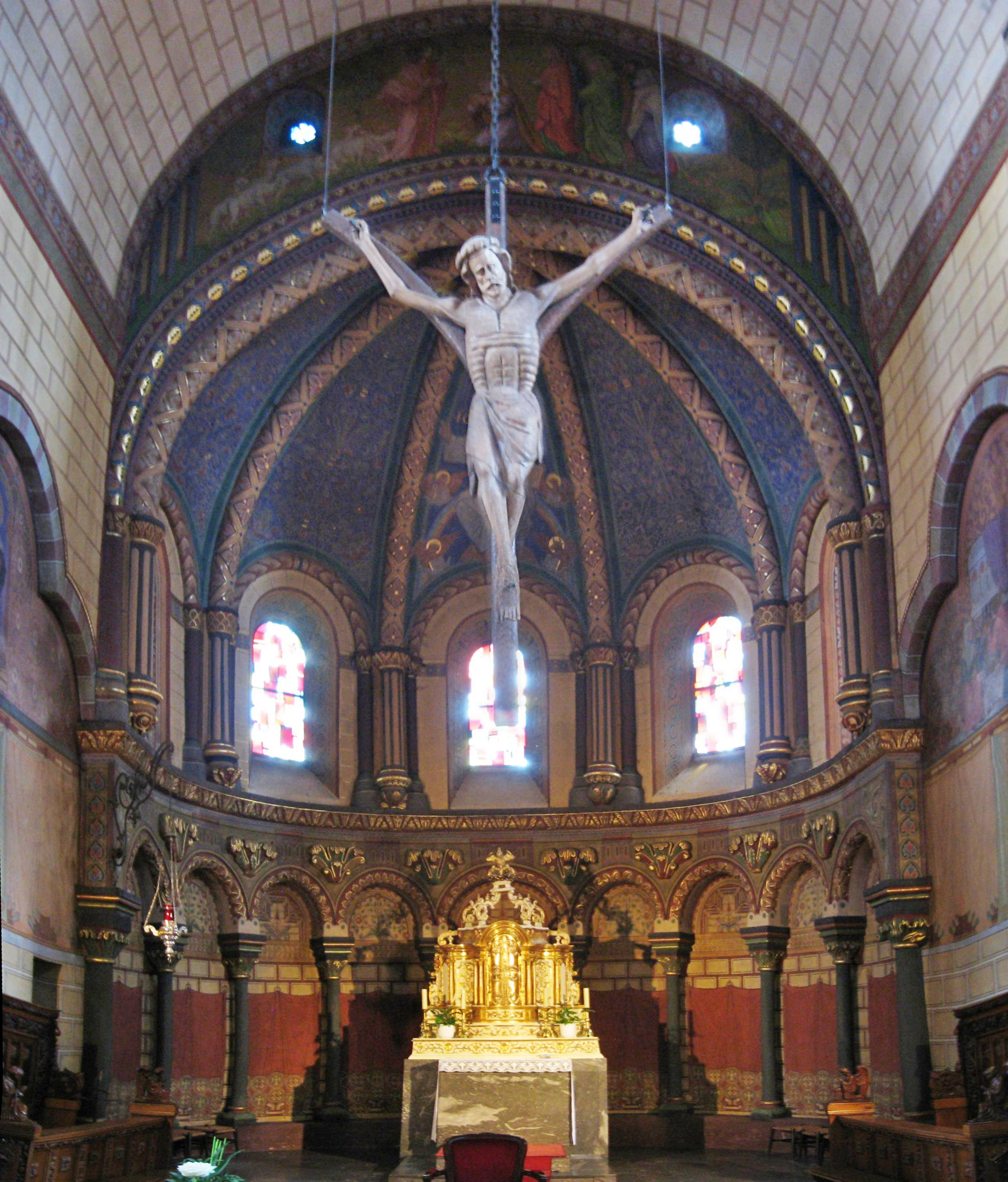
Crucifijo doloroso de la iglesia de San Pedro de Merzig.
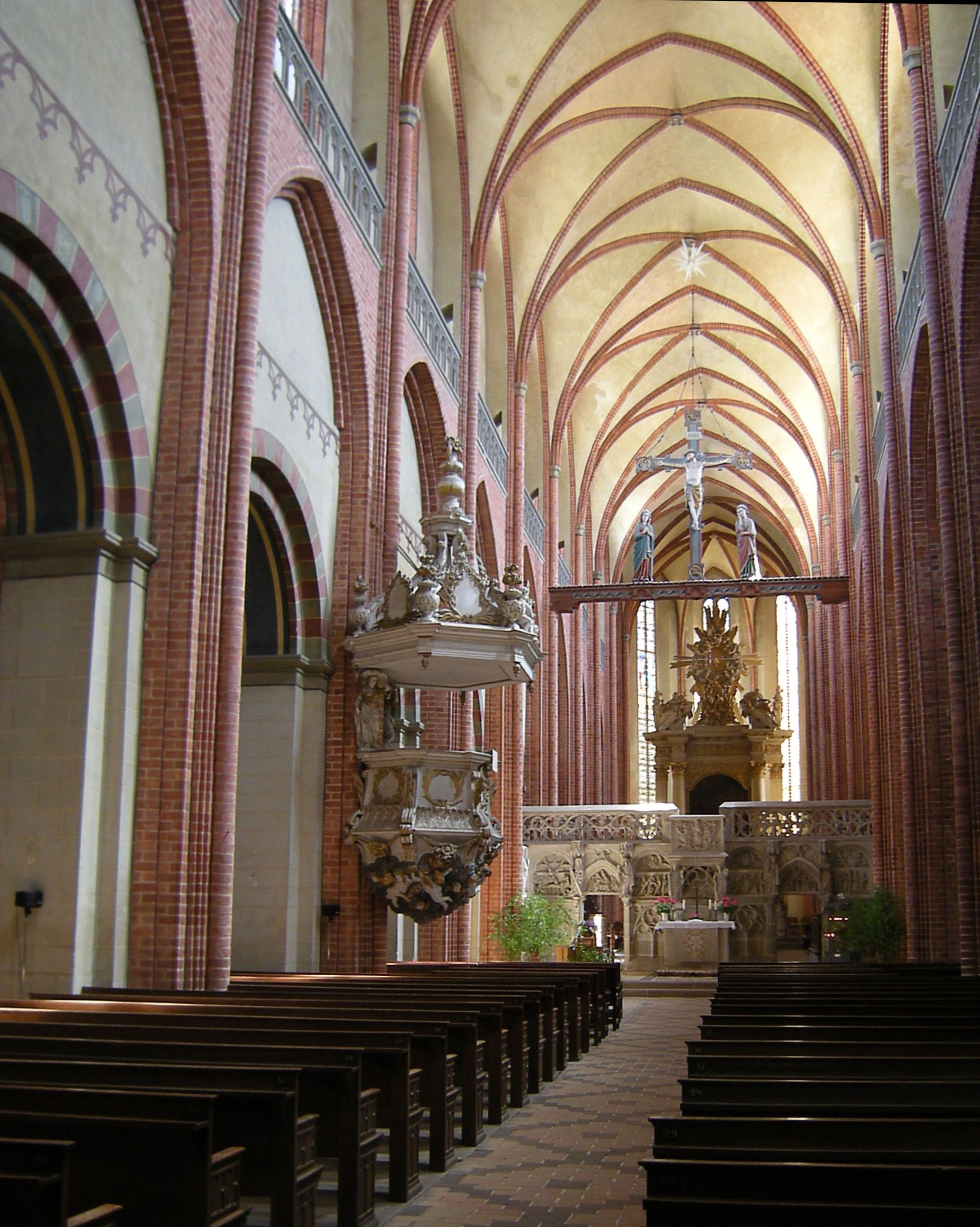
Catedral de Havelberg (ca. 1270-1280).

### Reino Unido
- En Londres:

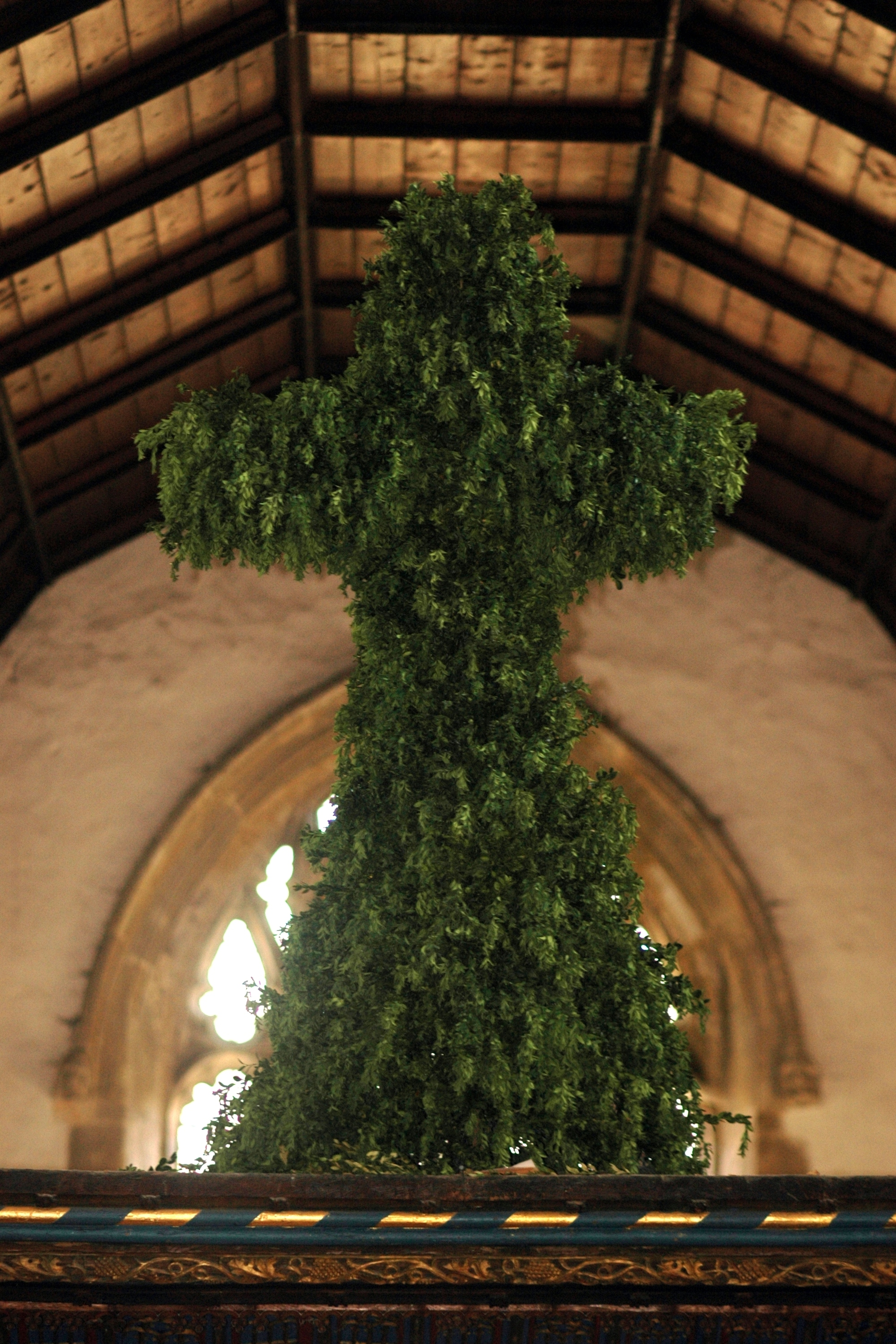
Aspecto del rood de Charlton-on-Otmor en 2011.

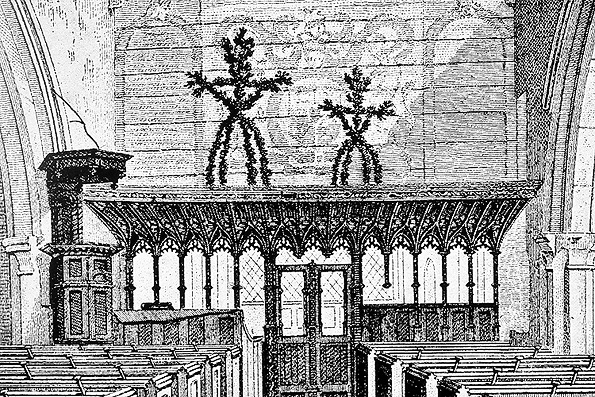
El grabado de 1823.

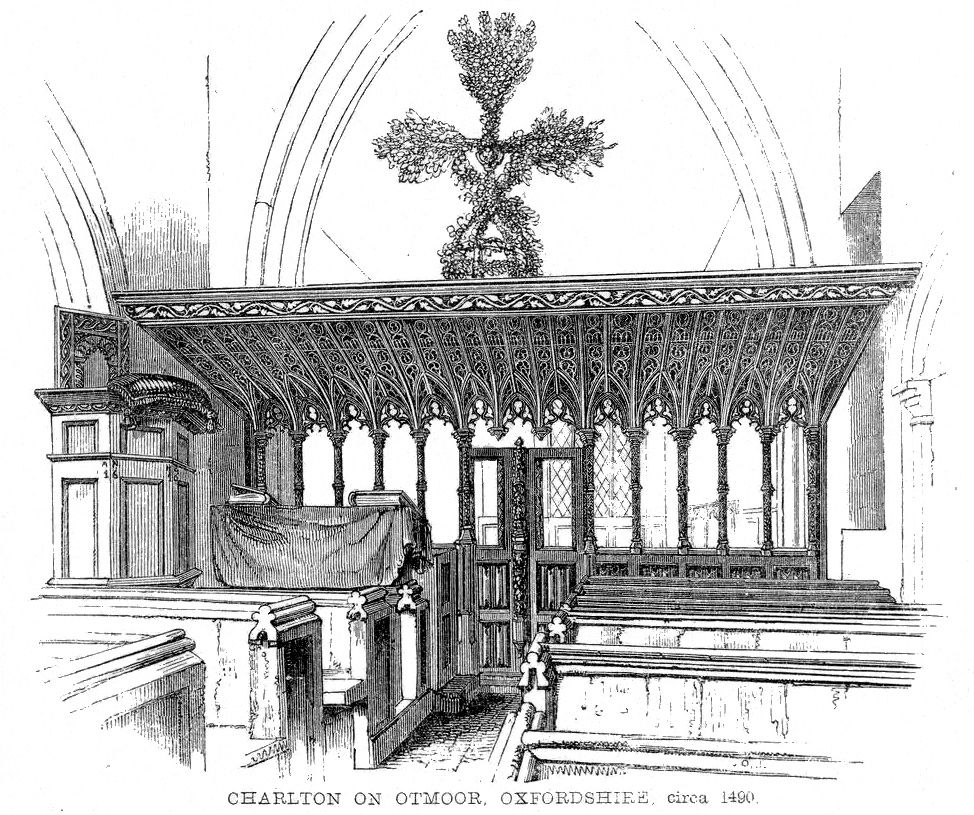
El grabado de J.H. Parker de 1840.

  - Iglesia de la Anunciación de Marble Arch[15]
  - Iglesia de San Agustín de Kilburn
  - Iglesia de San Gabriel de Warwick Square
  - Grosvenor Chapel[16] en Mayfair
  - St Mary-le-Bow[17]
- Iglesia de San Mateo de Sheffield
- Catedral de Peterborough
- Iglesia de San Proto y San Jacinto en Blisland

Ejemplos en Reino Unido
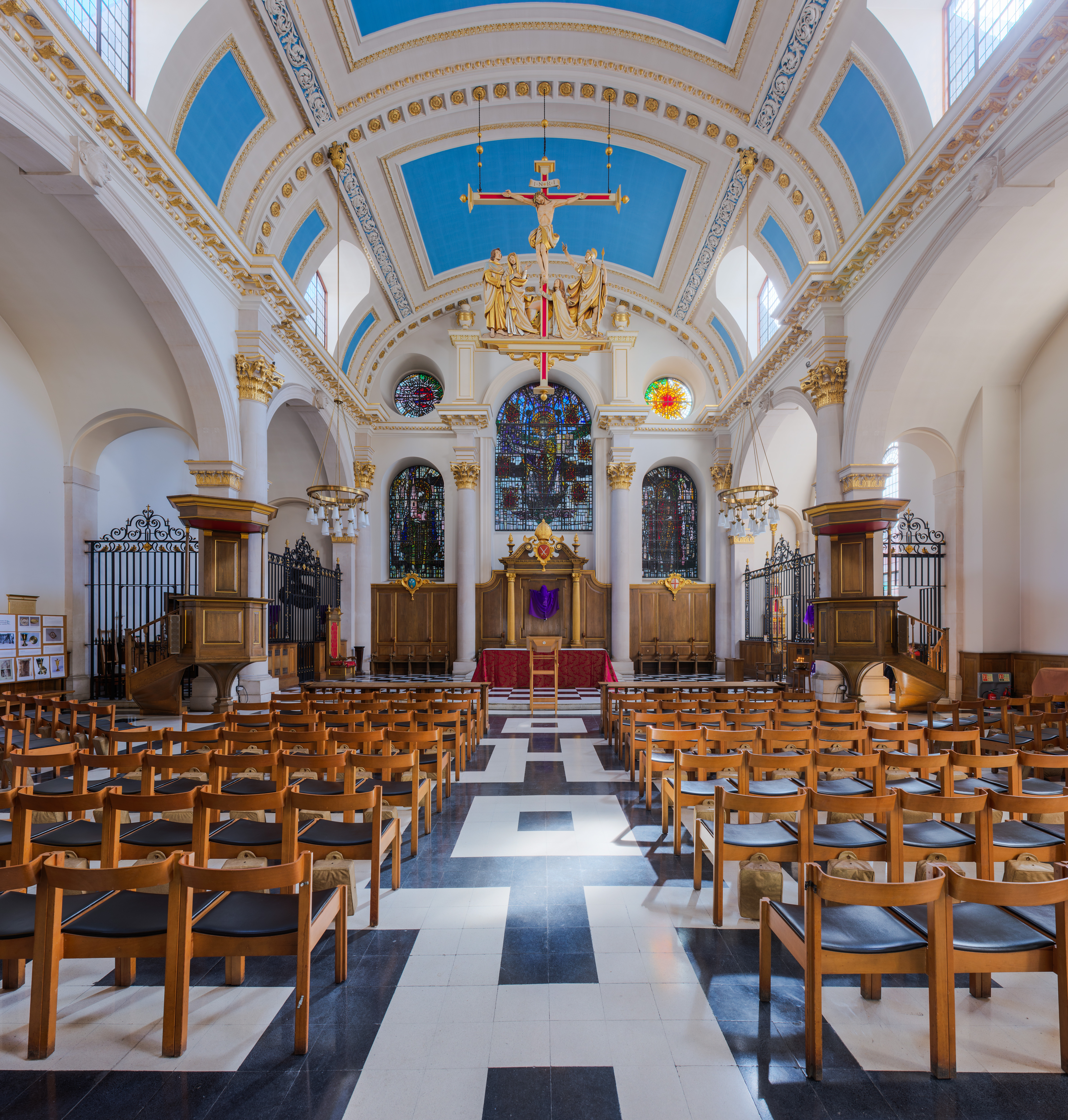
St Mary-le-Bow.
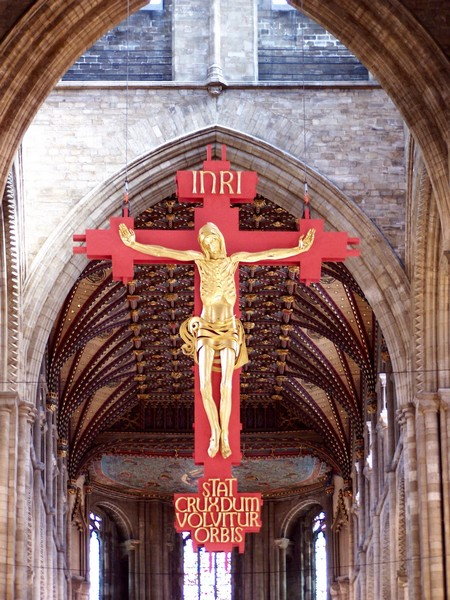
Peterborough.
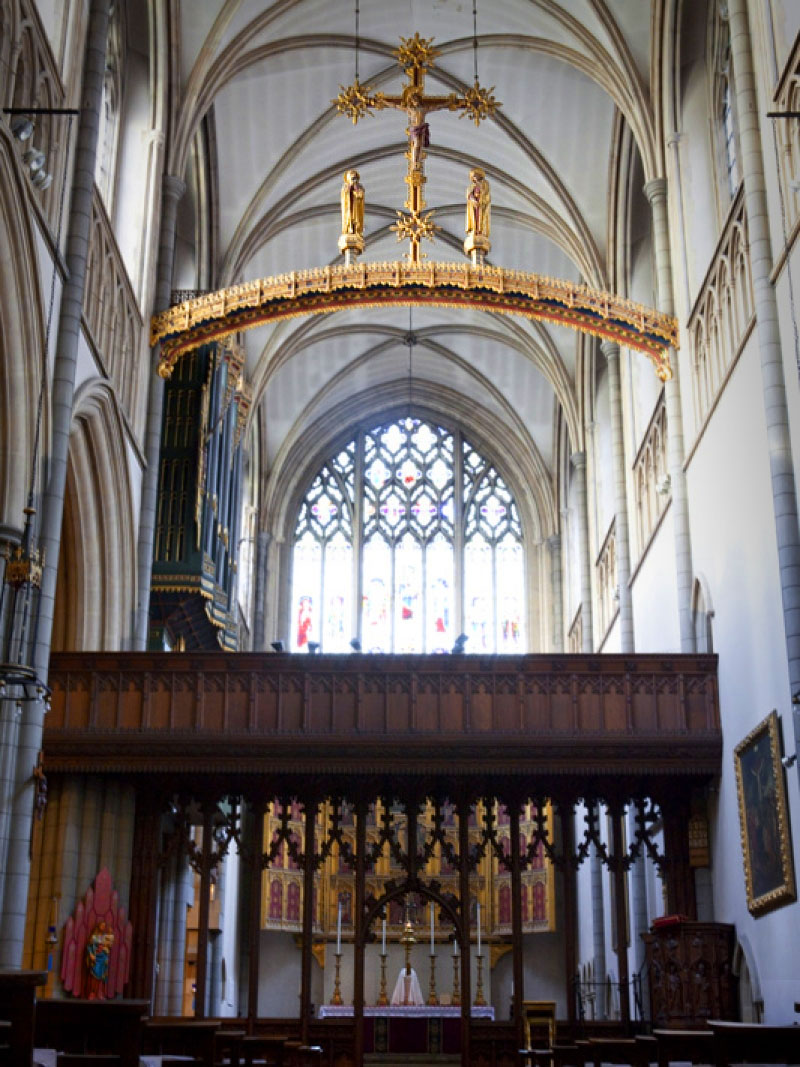
Iglesia de la Anunciación de Marble Arch.
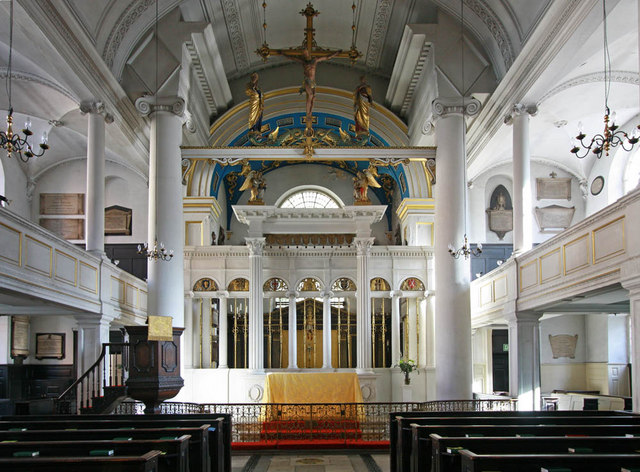
Grosvenor Chapel, en Mayfair.

Un rood muy peculiar existe en la iglesia de Santa maría de Charlton-on-Otmoor, cerca de Oxford, consistente en un gran crucifijo de madera cubierto totalmente de hojas de boj que se levanta sobre el coro alto (de comienzos del siglo XVI, que según Sherwood y Pevsner es el más bello de Oxfordshire). La cruz se redecora dos veces cada año (para las festividades patronales del 1 de mayo y del 19 de septiembre, calculadas según el calendario juliano), cuando los niños de la escuela local traen pequeñas cruces decoradas con flores construyendo con ellas una larga guirnalda que se cuelga del coro alto, durante un servicio religioso denominado May Garland Service ("servicio de la guirnalda de mayo").
Un grabado de 1823 muestra el crucifijo cubierto de hojas de forma menos masiva, dejando ver la estructura, lo que recuerda a ciertos tipos de figuras de paja (corn dolly) o incluso a la guirnalda que se confecciona actualmente; junto con una figura de apariencia similar que representa a los personajes que presencian la crucifixión. Los folcloristas han señalado que esa guirnalda menor reemplaza a las estatuas de Santa María y San Juan que se destruyeron durante la fase iconoclasta de la Reforma. Hasta los años 1850 la cruz-guirnalda mayor se llevaba en procesión propia de la festividad de los Mayos (May Day) acompañada de danzas morris hasta el antiguo priorato benedictino de Studley (como también se hacía con una imagen de la Virgen, hasta la Reforma). Al mismo tiempo, las mujeres de Charlton llevaban la cruz-guirnalda menor en procesión por el pueblo; costumbre que cesó en algún momento entre 1823 y 1840, cuando una ilustración de la obra de John Henry Parker A Glossary of Terms Used in Grecian, Roman, Italian, and Gothic Architecture muestra una única cruz, dispuesta en el centro del coro alto.

### Suecia
Especialmente en las iglesias medievales de Gotland: Alskog, Alva, Bro, Fide, Fröjel, Grötlingbo, Hamra, Hemse, Klinte, Lye, Öja (la más impresionante), Rute, Stenkumla y Stenkyrka.

Ejemplos en Suecia
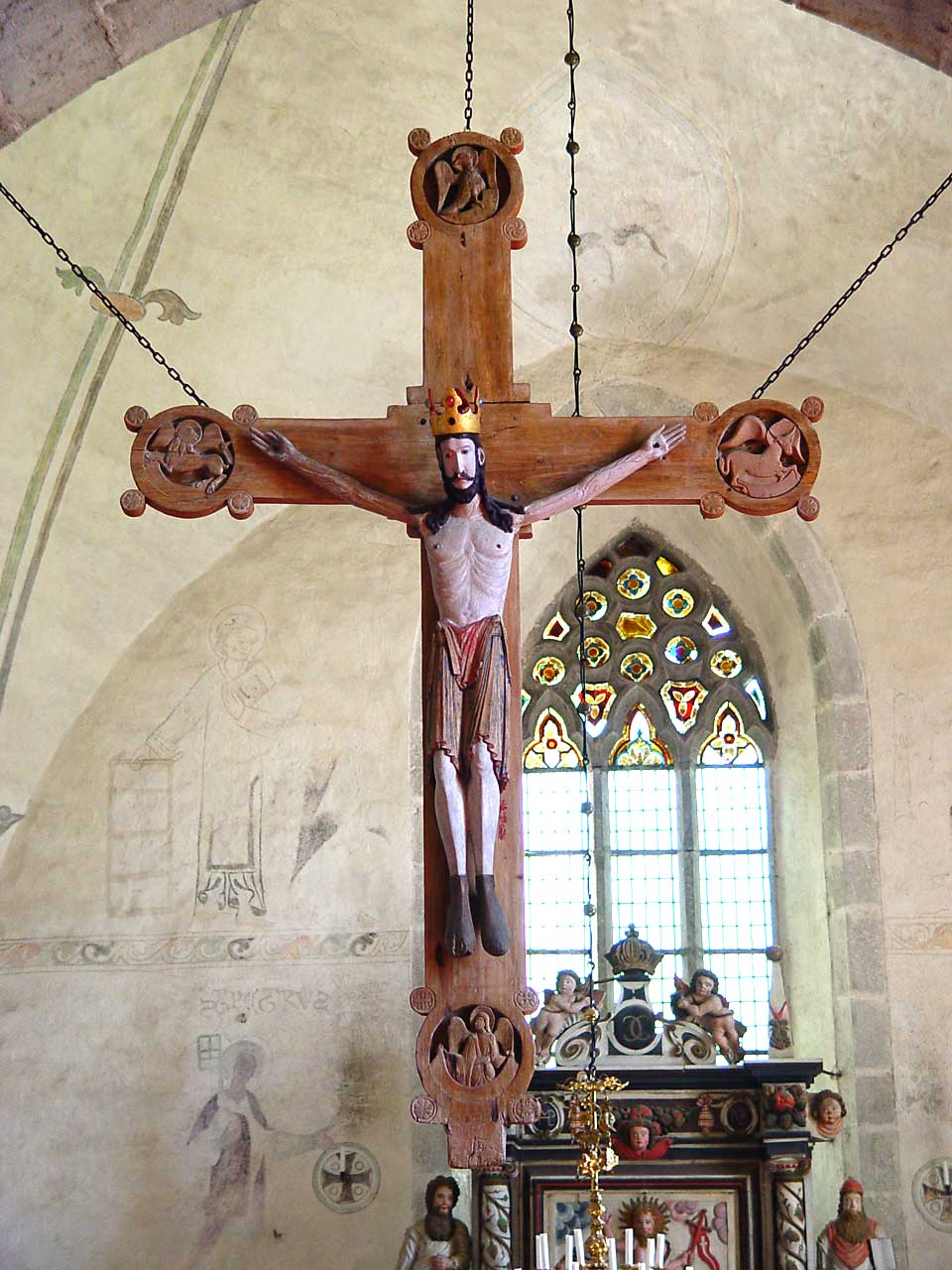
El origen de la denominación Christus triumphans, vinculada a la iconografía del crucificado (con zapatos y corona) se puede comprobar en esta cruz de 800 años de antigüedad de la iglesia de Stenkumla (Gotland).
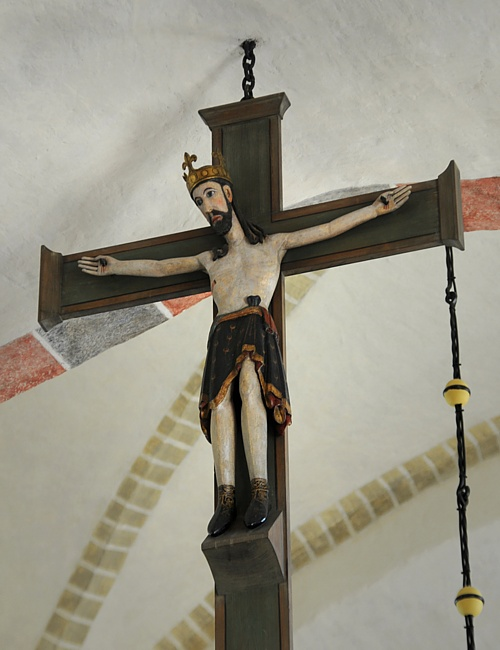
La cruz de la iglesia de Linde (Gotland), hoy conservada en el Museo de Estocolmo, también lleva los símboloes del gobernante.
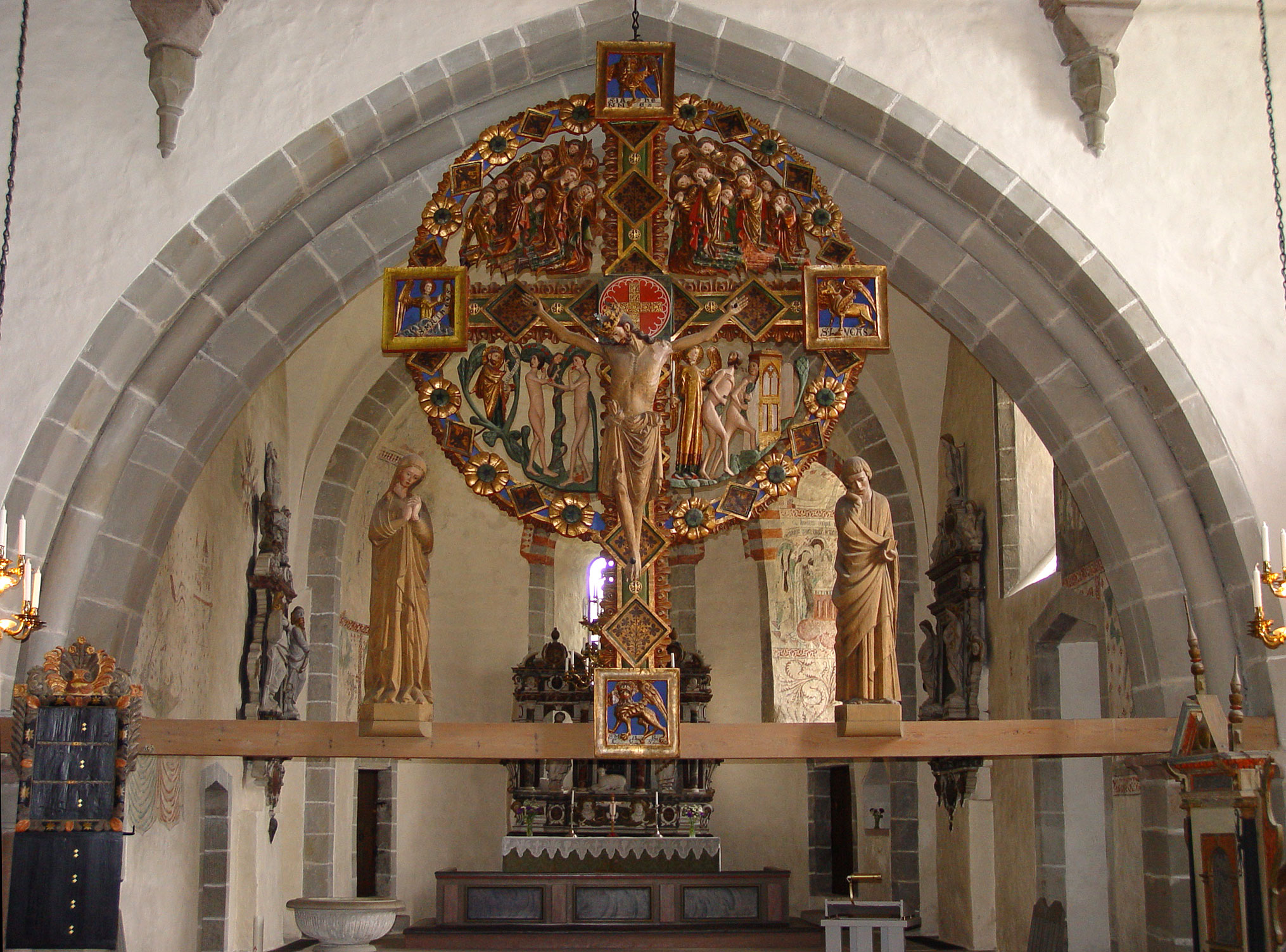
Iglesia de Öja.